# 三菱・タウンボックス
タウンボックス（TOWN BOX）は、三菱自動車工業が販売するワンボックス型の軽自動車（軽キャブワゴン）であり、ミニキャブの乗用車バージョンに当たる。
初代モデルは1999年4月から12年7か月間にわたって生産・販売され、一旦は生産・販売を終了していたが、2014年2月にスズキが発売しているエブリイワゴンのOEMモデルとして約2年3か月ぶりに復活した。
本稿では、1999年6月から2001年3月に生産されていた小型普通車登録のタウンボックス ワイド（TOWN BOX WIDE）もあわせて記述する。

## 初代（1999年 - 2011年）U61W/62W型
ブラボーの後継として1999年に登場。ミニキャブをベースにしているが、軽ワンボックス車としては初の5ナンバー車となった。初期の広告などでは「T-BOX」、「T-BOXワイド」と呼ばれていた。
駆動形式は、スズキ・エブリイやダイハツ・アトレーなどと同様にフロントタイヤが前方に移動し、エンジンを運転席下に搭載するキャブオーバーのフロントエンジンリヤドライブ方式を採用しているが、エンジンルーム後方を若干えぐり後席足元空間を拡大することで差別化を図っている。
リアシートはベンチタイプではなく独立したキャプテンシートとリアラゲッジのウォークスルー機能（タウンボックスワイドで活用された）を装備していた。ブラボーよりも小さなリアシートは快適性に乏しく、後席格納時はカーゴルームに穴ができてしまうことから、2000年のマイナーチェンジで一般的な分割格納型ベンチシートに変更されている。（モトクロスなど二輪車愛好家の中には、格納時にできる穴に二輪車のタイヤを落とし込み安定して輸送できるとして、あえて前期型を探す者もいる）
リアコンビネーションランプは、丸型4灯式が採用されている。さらに通常は一体型が採用されるテールランプ（尾灯）とブレーキランプ（制動灯）がそれぞれ独立しており、これは当時、軽自動車としては唯一の例だった。上下に分割された円形のランプが左右で2つずつ横に並んでおり、外側2灯がテールランプとウィンカー（方向指示器）、内側2灯がブレーキランプとバックアップランプ（後退灯）として点灯する。
タウンボックスにはパワーウィンドウやセンターロックなどの快適装備は他のライバル車同様に標準装備だが、ブラボーに設定されていたスライドドアパワーウィンドウは搭載されなかった。さらに軽自動車初のカセットチューナーとは別に三菱独自のMMESカーナビゲーションも設定されたがダッシュボード上部が膨らむ形式のためメーカーオプション扱いとなる。

### 沿革
- 1999年4月 - 販売開始。グレードは「RX」・「LX」・「SX」の3種類を用意し、全グレードで4ATまたは5MT、2WDまたはパートタイム式4WD、ハイルーフまたはサンルーフが選択可能であった。
- 2000年1月 - 特別仕様車「セレクト」「セレクトターボ」を追加。
  - 11月 - 大幅なマイナーチェンジ。フロントマスクのデザインをエアロパーツを思わせる独特な形状のものからメッキグリルを採用する普遍的な形状に変更するほか、運転席と助手席のSRSエアバッグとフロントシートベルトプリテンショナーを全グレードで標準装備化、5MT車にクラッチスタートシステムを採用、サイドブレーキを運転席左側に移設、リアシートをセパレート式からベンチシートに換装などを実施。
- 2002年8月 - 「RX」のエンジンが4気筒DOHC20バルブから3気筒SOHC12バルブに、4WDがパートタイム式からフルタイム式に換装される。
- 2004年10月 - 衝突安全ボディー「RISE」を採用。エンジン改良や新触媒の採用により「LX」と「SX」が平成17年基準排出ガス50%低減レベル（☆☆☆）」認定を取得。あわせて、サンルーフが廃止された。
- 2005年12月 - 「SX」を廃止。標準装備のオーディオがようやく1DINカセットデッキからCDプレーヤーに変更される。
- 2006年12月 - サイドミラーをメタリック調のワイド型から本体色のピボットタイプ（縦長）に変更、左ドアミラー下側にアンダーミラーを追加するなどのマイナーチェンジ。
- 2007年6月14日 - 年間4000台規模で日産自動車へ「クリッパー･RIO（リオ）」の名称でOEM供給。
- 2007年12月20日 - マイナーチェンジ。フロントグリルのデザインを一新したほか、インストパネルを2トーンカラーに変更、撥水・撥油機能付きシート生地の採用、液晶トリップメーターのA・B2区間切替の対応、ボディーカラーに「ドーンシルバー」を追加、「RX」に合成皮革巻ステアリングを採用、運転席シートベルトリマインダーを追加、などの改良を施した。また、追加装備「ラグジュアリーパッケージ」の内容を変更して「エクシードパッケージ」に変更した。
- 2008年12月19日 - 一部改良
  - 8月 - 5MT車の生産を終了
- 2009年12月25日 - 一部改良（2010年1月13日販売開始）。インパネとメーターのデザインを一新し、インパネとステアリングホイールにシルバーの装飾を追加。インパネの両側にカップホルダーを新設。オーディオはAUX端子を装備した2DIN AM/FM CDプレイヤーに変更。シート生地もブラウン色に変更し、フロンドドアトリムに生地を装飾。ボディカラーにはオプションカラー2色（ミスティックバイオレッドパール、ホワイトパール）を追加。また、「エクシードパッケージ」を廃止した。
- 2010年8月5日 - 一部改良。「LX」はエンジンのフリクション低減などの改良により、燃費を向上。ボディカラーは従来の「ミディアムグレーメタリック」に替わり「チタニウムグレーメタリック」を追加した。さらに、5年目以降の車検入庫時に保証延長点検（24か月定期点検相当）を受けることを条件に適用される「最長10年10万km特別保証延長」の対象車種となった。同時に特装車として、軽自動車規格の本格キャンピングカー「キャンパー」を発売した。
- 2011年11月 -　販売終了。入れ代わりに11月24日にマイナーチェンジしたミニキャブにレジャーユースを想定した「ブラボー」を追加。

### ラインナップ
通常グレード
- RX - ターボエンジン搭載モデル
  - 1999年のデビュー当時は4気筒DOHC20バルブ・インタークーラーターボエンジン（4A30型）を搭載していたが、グリーン税制や自動車排出ガス規制強化などの関係上、2002年8月に3気筒SOHC12バルブ・インタークーラーターボエンジン（3G83型）に換装される。
- LX - 自然吸気エンジン搭載モデル
  - 最量販グレード。
- SX - 最廉価モデル
  - タコメーターやトリップメーターは未装備。2005年12月のマイナーチェンジ時に廃止された。

特装車
- キャンパー - キャンピングカー
  - 街乗りにも遠くへの旅にも重宝する軽自動車規格の本格キャンピングカー。標準ルーフ仕様の他に、立って着替えることができる手動開閉式のポップアップルーフ仕様も用意される。また、オプションとして、水ポンプ&タンク、室内照明、サブバッテリー（サブバッテリーチャージャー付）、インバーター、AC100V出力コンセントなどを備えるギャレー&シンクやテーブルカウンターなどが用意されている。2011年12月以降はミニキャブベースに変更となった。
- ハーティーラン-福祉車両（車イス移動車）
  - 後部座席を撤去し、車イス１台のスペース（前後に固定レールあり）と介助者用の折りたたみ式補助座席を設置。移乗ツールは手動折りたたみリアスロープ（自動巻き上げ機がオプション設定）の他、電動リアリフトも選択可能。
- ROAR Complete
  - 専用フロントグリルやエアロバンパー、センターパネル専用エンブレムなどを備えるドレスアップ仕様車。

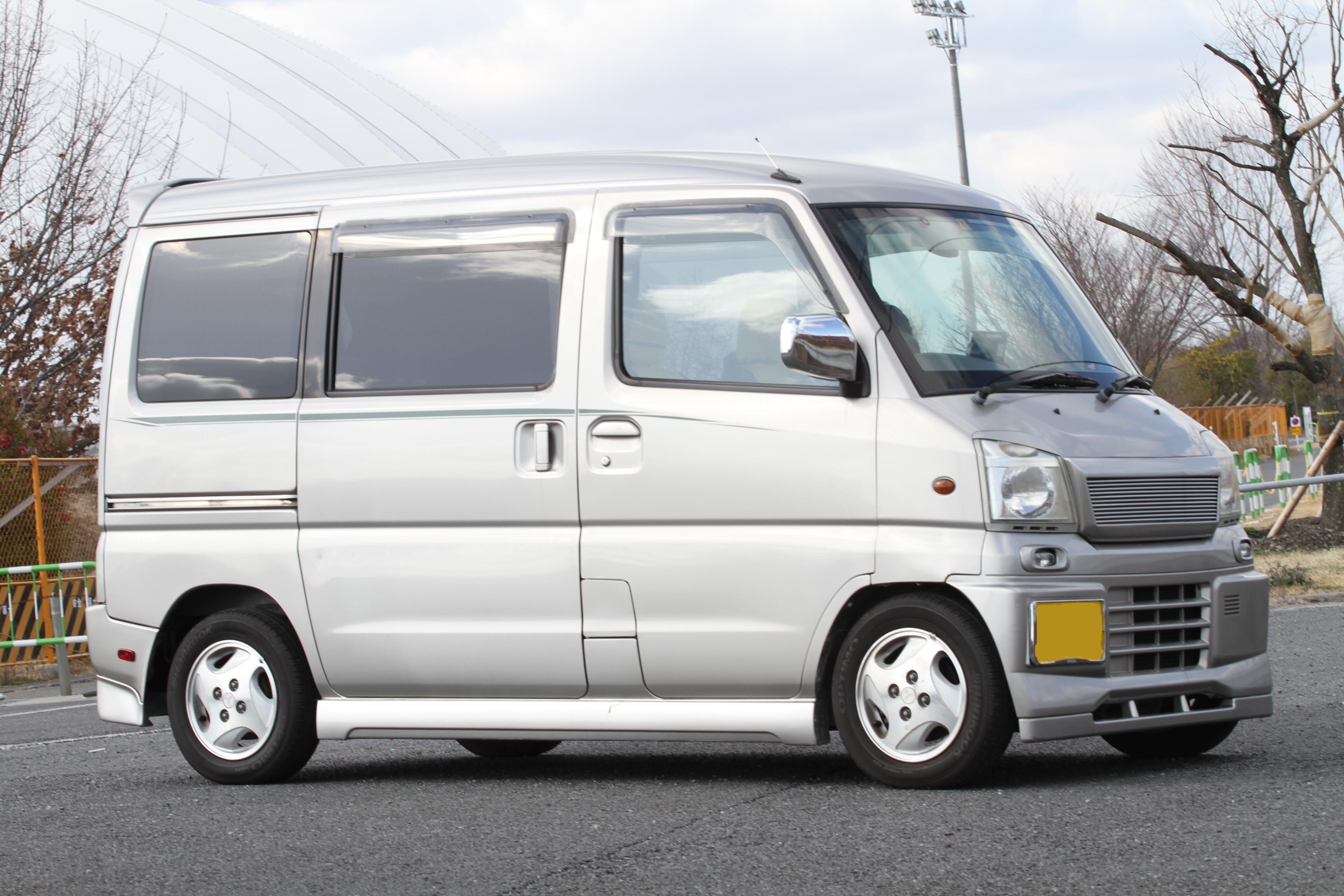
前期型 M-PACK[1]（アイラインは非純正）
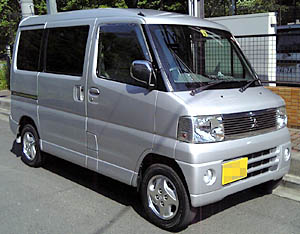
中期型
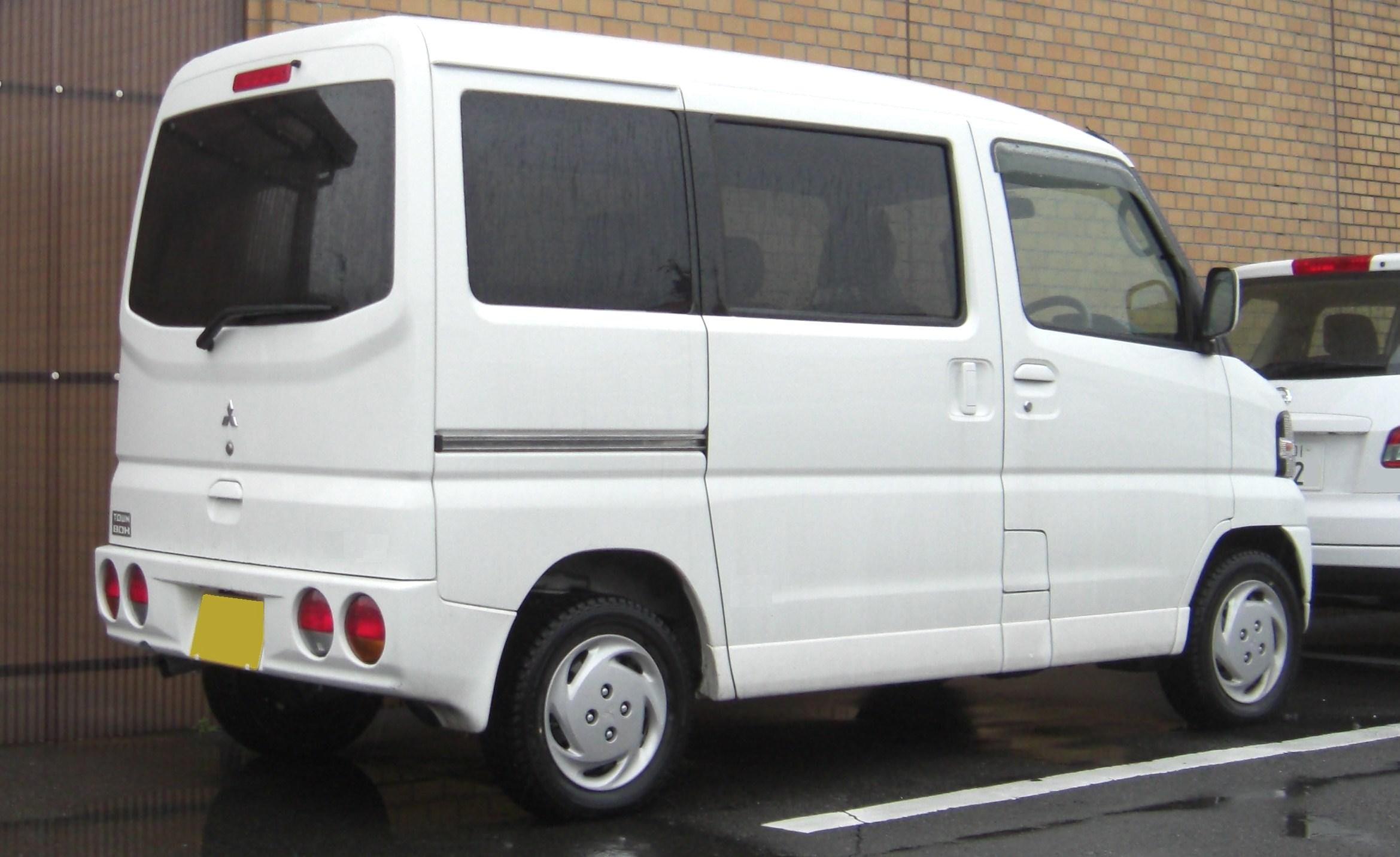
リア

## 2代目（2014年 - 2015年）DS64W型
2014年2月のミニキャブのフルモデルチェンジに合わせ、約2年3か月ぶりに復活。2代目はスズキ・エブリイワゴンのOEM車種となっており、外見上ではエブリイワゴンからエンブレム類を変更した程度である。リアの車名エンブレムは左上に配置される。
新たに、エアロバンパー（フロント・リア）とスポイラー（サイドアンダー・ルーフエンド）を採用したことでスタイリッシュなエアロフォルムとなり、同時に、フロントグリル・フロントフードガーニッシュ・フォグランプベゼル・ドアハンドルにメッキを採用し、フォグランプやアルミホイールを装備することでより上質な印象としている。
内装色にはベージュを採用。フロント・リアともにセンターアームレスト（リアセンターアームレストはカップホルダー付）を備えたほか、リアシートは150mmの前後スライドとリクライニング機構を備えたことでワゴンとしての快適性を高めた。また、リアシートは初代・後期型同様に分割可倒式となっているが、フロントシートも倒してフルフラットにするなど多彩なシートアレンジが可能となった。収納スペースに関しては、インパネボックス、インパネセンターポケット、運転席リッド付インパネポケット、助手席インパネトレイ、グローブボックス、センターコンソールトレイ、オーバーヘッドコンソールなどを備え、使い勝手を高めている。
装備面では専用リモコンキー、運転席スイッチ、ドアハンドルの3通りの方法で開閉できる電動スライドドア（グレードにより、後席助手席側のみまたは後席両側に装備）と軽い力で全閉できるスライドドアイージークローザーを新たに標準装備。併せて、後席スライドドアに連動して出現・格納し、乗り降りをスムーズにする電動オートステップを上級グレードに標準装備したほか、フルオートエアコン、リアヒーター、運転席シートヒーター（4WD車のみ）も標準装備された。また、キーレスエントリーキー以外の操作でドアを開けるとハザードランプとホーンなどで警告して盗難被害を防ぐセキュリティアラームシステムも採用された。
パワートレインはターボエンジンと4ATの組み合わせのみとなり、エンジンはDOHC化された。
なお、ミニキャブの場合同様、マツダや日産自動車にもOEM供給が行われていることから、日本の自動車市場では稀な4兄弟車種となった。また、2015年2月にOEM元のエブリイワゴンがフルモデルチェンジされたことを受け、翌月にタウンボックスもフルモデルチェンジを発表したため、本代の販売期間は約1年1ヶ月であった。

### 沿革
- 2014年2月27日 - フルモデルチェンジを行い、約2年3か月ぶりに復活[2]。

グレード体系は標準ルーフ車の「G（エブリイワゴン「PZターボ」に相当）」とハイルーフ車の「Gスペシャル（同「PZターボスペシャル ハイルーフ」に相当）」の2グレードを設定するが、エブリイワゴンの廉価グレードである「JPターボ」に相当するグレードは設定されない。また、ボディカラーの「ブリーズブルーメタリック」と「ミステリアスバイオレットパール（オプションカラー）」はタウンボックスでは設定されていない（なお、2014年10月にエブリイワゴン及びスクラムワゴン・NV100クリッパーリオにおいて仕様変更が行われたため、ボディカラーのラインナップが統一化される）。装備内容に関してはエブリイワゴンの各該当グレードに準じる。

## 3代目（2015年 - ）DS17W型

### 概要
2015年3月に、ミニキャブバンと共にOEMモデル移行後初のフルモデルチェンジを実施。2代目に比べて、室内長・室内幅・室内高を拡大して広い室内空間を確保。フロントシートをベンチシートに変更してシートスライド量を拡大したことで前席ウォークスルーも可能となった。さらに、ホイールベースの拡大とリアシートスライド量の拡張により前後乗員間距離も拡大した。
装備面では新たにワンタッチ電動スライドドアを「G」は後席助手席側に、「Gスペシャル」は後席両側にそれぞれ採用するとともに、リアスライドドアのドアハンドルを初代と同じ縦型に変更。また、助手席側サイドアンダーミラー付ドアミラー、車速連動式オートドアロック、オートライトコントロール、エンジンスイッチ+キーレスオペレーションシステムも新たに採用。3本スポークステアリングホイールにステアリングオーディオスイッチを追加した。
エンジンは吸気可変バルブタイミング機構や電子制御スロットルを備えて燃焼効率を高めたインタークーラーターボ仕様のR06A型に置換し、車体の軽量化も相まって燃費を向上した。

### 歴史
- 2015年3月6日 - ミニキャブバンと共にフルモデルチェンジを発表（3月20日販売開始）[3]。

安全面では、三菱が販売する軽乗用車では3代目ekワゴン/ekカスタムやeKスペースに次いでの採用となる、低車速域衝突被害軽減ブレーキシステム「FCM-City（エブリイワゴンのレーダーブレーキサポート相当）」や誤発進抑制機能で構成された「e-Assist」、アクティブスタビリティコントロール（ASC）、エマージェンシーストップシグナルシステムを標準装備した。
グレード体系は2代目同様、「G」と「Gスペシャル」の2グレード体系を踏襲するが、3代目では「G」もハイルーフとなった。また、ボディカラーも2代目から踏襲され、ブルーイッシュブラックパール、シルキーシルバーメタリック、パールホワイト（有料色）の3色のみが設定される。
- 2019年7月11日 - ミニキャブバンと共に一部改良[4]。

既搭載の「e-Assist」において、衝突被害軽減ブレーキシステムをレーザーレーダー方式からステレオカメラ方式に変えたことで前方の歩行者検知に対応し、作動速度域を約30km/hまでから約100km/hまでに拡大した「FCM（ステレオカメラタイプ、エブリイワゴンのデュアルカメラブレーキサポート相当）」に変更するとともに、誤発進抑制機能を後方にも対応し、後退時ブレーキサポート、車線逸脱警報、ふらつき警報機能、先行車発進お知らせ機能、ハイビームアシストを追加。併せて、ヒルスタートアシストも追加された。
- 2020年8月 - 一部改良（仕様変更扱い）。WLTCモードにおける排出ガス並びに燃料消費率に対応した（平成30年排出ガス規制適合）。

- 2021年9月24日 - ミニキャブバンと共に一部改良[5]。

アイドリングストップシステム「オートストップ&ゴー(AS&G)」とUSB電源ソケット（2個）を全車に標準装備されたほか、4WD車に標準装備されていた運転席シートヒーターを2WD車にも装備された。
- 2022年4月21日 - ミニキャブと共に一部改良[6]。

ルームランプ（リア）がLED化され、オーバーヘッドシェルフを装備するとともに、「Gスペシャル」はステアリングホイールを本革巻に変更。ボディカラーには新色のクールカーキパールメタリックが追加され、4色展開となった。
なお、エブリイワゴンに設定されたバックアイカメラ付ディスプレイオーディオはタウンボックスでは未設定となり、ディーラーオプション（純正アクセサリー）で用意されているオリジナル7型ナビゲーションとリアビューカメラを同時装着することで対応する（ナビゲーションではディスプレイオーディオでは不可となるテレビやDVDの視聴、CDやSDカードの音楽再生も可能である）。
- 2024年3月14日 - ミニキャブバンと共に一部改良[7]。

トランスミッションが歴代初となるCVTへ変更され、4WD車は機械式から電子制御式に変更するとともに、「2WD」・「4WD AUTO」・「4WD LOCK」の3つの走行モードの切り替えが可能となった。さらに、ミニキャブトラックに採用されている「ぬかるみ脱出アシスト」も装備された。
また、ヘッドライトがLED化されたほか、「G」はステアリングホイールが本革巻に変更、電動格納式リモコンドアミラーにLEDターンランプとリモート格納機能が追加された。
なお、ベース車のエブリイワゴンでは同年2月の一部仕様変更時にデニムブルーメタリックとモスグレーメタリックが追加されたが、タウンボックスでは追加されず、従来通り4色展開となる。
- 2025年7月31日（予定） - ベース車のエブリイワゴンでのボディカラー変更を受け、クールカーキパールメタリックを廃止（生産終了）。同年8月生産分から同色との入れ替えで新色のアイビーグリーンメタリックが設定される。なお、エブリイワゴンにはボディカラーにツールオレンジも追加されたが、タウンボックスでは未設定となる。

## タウンボックスワイド
1999年6月
パジェロジュニアやトッポBJワイドと共通の4A31型4気筒SOHC16バルブエンジンを搭載して1,100 ccとし、樹脂製大型バンパーやオーバーフェンダーの装備で外寸を拡大して小型乗用車登録として登場した小型ワンボックスカー。ラインナップは1グレードのみで、2WD（後輪駆動）とフルタイム4WDが用意されていた。本家と異なり、カープラザ店でも扱われた。
座席は2名x3列で定員は6名で、全てがセパレートシートのため、片側のみを収納すると長尺物の積載が可能となる。サードシートはタウンボックスのラゲッジスペースに後付けしたかたちで装備されており、収納は左右の壁の凹みへ跳ね上げる形で、寸法は小さく、座面、背もたれ共に平板で薄い。特に背もたれは低く、ヘッドレストも付かない補助席（エマージェンシーシート）のような作りである。このため実質的には4人＋2人乗りである。
オーバーフェンダーを採用し、アクの強い顔や補助席のような小振りの3列目シートはユーザーに敬遠され、ダイハツ・アトレー7（そのOEMのトヨタ・スパーキーを含む）発売後は三菱リコール隠しも手伝って販売台数が月間100台以下と低迷した。
1999年7月
ピレネーブラックパールの車両をベースに、渡辺二巳秀の、エアブラシ技法による手描きスタイル「イルカが雲海を泳ぐ」絵柄が特徴的な「ボディアート・スペシャル」（限定10台）が限定販売された。予約はカープラザ店でのみ、7月の1か月間で受け付けられた。
2000年12月
タウンボックスと同時にマイナーチェンジが実施され不評だったサイドブレーキのセンター配置などが行なわれたが、販売台数回復となるグレード追加やフロントフェイス変更など商品強化は一切行なわれなかった。
2001年8月
スズキ・エブリイプラス、ダイハツ・アトレー7といった新規格軽自動車ベースのリッタークラスのワンボックスカーの先駆だったが、三菱の経営再建を理由に販売終了となり、ライバル2車よりも短い販売期間に終わった。2年間の販売台数は約3,450台。
派生車としてプロトン・ジュアラがある。